# Brigade de cavalerie Podolie
La brigade de cavalerie Podolie  est une des unités de combat montée polonaise de  durant la Seconde Guerre mondiale.

## Théâtres d'opérations
- 1er septembre au 6 octobre 1939 : Campagne de Pologne